# Aleurotuba
Aleurotuba is een geslacht van halfvleugeligen (Hemiptera) uit de familie witte vliegen (Aleyrodidae), onderfamilie Aleyrodinae.
De wetenschappelijke naam van dit geslacht is voor het eerst geldig gepubliceerd door Tremblay & Iaccarino in 1978. De typesoort is Aleurodes jelinekii.

## Soort
Aleurotuba omvat de volgende soort:
- Aleurotuba jelinekii (Frauenfeld, 1867)